# 中國—厄瓜多爾關係
中國—厄瓜多爾關係（西班牙語：Relaciones China-Ecuador）是指中國和厄瓜多爾之間历史上及现代的双边外交關係。

## 历史
1888年，清帝国游历使傅云龙考察拉丁美洲各国，期间也访问了厄瓜多尔。
厄瓜多尔从1946年起与中华民国建交，1949年，中华人民共和国成立后，厄瓜多尔并未立即与中华人民共和国建交，但中华人民共和国仍然积极促进与厄瓜多尔的关系正常化，1961年，中国青年访问团曾造访厄瓜多尔，但遭到厄瓜多尔政府逮捕并被驱逐出境。1971年10月25日，厄瓜多投票支持中華人民共和國取代中華民國的「中國席位」，即《聯合國大會2758號決議》，同年11月17日，厄瓜多與中華民國斷交。但厄瓜多尔政府直到1980年1月2日才与中华人民共和国建交。由于中國在拉丁美洲的經濟影響力正在快速增長，在厄瓜多爾這個幾乎完全依賴石油出口的國家來說尤為明顯。厄瓜多爾總統拉斐爾·科雷亞批抨指中國的影響力已經足以影響厄瓜多爾的國家主權，而當地土著的權利和生物多樣性正因為厄瓜多爾對中國的承諾而深深受害。2015年1月，中厄建立战略伙伴关系；2016年11月，中厄建立全面战略伙伴关系。
2016年6月，中华人民共和国与厄瓜多尔两国之间的普通护照互免签证协议正式生效，这也使厄瓜多尔成为南美洲首个与中华人民共和国实现普通护照互免签证的国家。
2024年6月18日，厄瓜多尔外交部發布聲明，因中國逾期非法移民增加，取消免簽證協定，自7月1日起生效，恢復中國公民申請入境簽證。

## 经贸关系
中国是厄瓜多尔第二大贸易伙伴，厄瓜多尔是中国在拉美第八大贸易伙伴。1984年，中厄两国建立经贸混委会机制，迄今已举行14次会议。2022年，中厄双边贸易额为130.9亿美元，同比增长19.7％，其中中国出口62.9亿美元，同比增长14.8％；进口68亿美元，同比增长24.6％。中国主要出口电话、金属制品、家电、小轿车、工业机械及组件等，主要进口原油、对虾、香蕉、矿产、木材等。
2018年12月，中厄两国签署共建“一带一路”合作谅解备忘录。
2024年2月7日，厄瓜多尔国民代表大会批准厄瓜多尔-中国自由贸易协定。2月15日，厄瓜多尔总统批准厄瓜多尔-中国自由贸易协定。

## 外部連結
- 中華人民共和國駐厄瓜多爾共和國大使館官方網站（简体中文）（西班牙文）
  - 中華人民共和國駐厄瓜多爾共和國大使館經濟商務處官方網站（简体中文）
- 中华人民共和国驻瓜亚基尔总领事馆官方网站（简体中文）（西班牙文）
- 厄瓜多爾駐華大使館官方網站（简体中文）（英文）（西班牙文）